# Michael Pfaender
Michael Pfaender (* 1964) ist ein deutscher Cellist.

## Leben
Michael Pfaender wurde 1964 in einer Musikerfamilie geboren. Sein Vater Matthias Pfaender (1939–2001) war Solocellist der Staatskapelle Berlin. Pfaender studierte Violoncello bei Friedrich Milatz an der Hochschule für Musik Carl Maria von Weber Dresden.
Im Jahr 1986 erhielt er sein erstes Engagement als stellvertretender Solocellist am Händelfestspielorchester Halle. Von 1988 bis 1992 war er erster Solocellist des Großen Rundfunkorchesters Leipzig. Seit 1992 bekleidet er selbige Position im MDR-Sinfonieorchester.
Zwischen 1995 und 2005 war er Gast-Solocelist bei der Sächsischen Staatskapelle Dresden. Darüber hinaus gastierte er u. a. beim Konzerthausorchester Berlin, beim Kammerorchester Berlin und bei der Staatskapelle Weimar. Von 2011 bis 2016 war er wiederholt Solocellist an der Deutschen Oper Berlin. Konzertreisen führten ihn durch Europa, nach Asien und in die USA.
Kammermusikalisch ist er seit 1995 im Dresdner StreichTrio tätig. Außerdem ist er Mitglied im Leipziger Bach-Collegium von Ludwig Güttler. Oft spielt er als Gast bei den Virtuosi Saxoniae und beim Neuen Bachischen Collegium Musicum.
Er spielt auf einem Cello von Pietro Antonio dalla Costa (1742).

## Diskografie (Auswahl)
- Johann Sebastian Bach, „Goldberg Variationen“, Dresdner Streichtrio, Querstand, 2006
- Wolfgang Amadeus Mozart, „Sonatas“, Unger/Webersinke/Pfaender, Genuin, 2007
- Bach/Vivaldi/Albinoni: „Sonate e Concerti“, Leipziger Bach-Collegium, Carus, 2008
- Antonio Vivaldi, „The Pisendel Sonatas“, Unger/Pfaender/Rémy, Genuin, 2012